# Cabuérniga
Cabuérniga és un municipi de la comunitat autònoma de Cantàbria.

## Geografia

### Localitats
- Carmona, 204 hab.
- Fresneda, 21 hab.
- Renedo, 140 hab.
- Selores, 75 hab.
- Sopeña, 245 hab.
- Terán, 180 hab.
- Valle (Capital), 163 hab.
- Viaña, 68 hab.

### Municipis limítrofs
- Nord: Valdáliga
- Sud: Los Tojos i la Mancomunitat Campoo-Cabuérniga
- Est: Ruente i Los Tojos.
- Oeste Rionansa i Tudanca.

## Demografia
| 1900  | 1910  | 1920  | 1930  | 1940  | 1950  | 1960  | 1970  | 1980  | 1990  | 2000  | 2005  |
| ----- | ----- | ----- | ----- | ----- | ----- | ----- | ----- | ----- | ----- | ----- | ----- |
| 2.262 | 1.997 | 2.095 | 1.879 | 1.745 | 1.811 | 1.837 | 1.486 | 1.137 | 1.171 | 1.083 | 1.112 |

Font: INE

## Administració
| Eleccions municipals, 25 de maig de 2003 |      |        |          |
| Partit                                   | Vots | %      | Regidors |
| PRC                                      | 458  | 55,05% | 6        |
| PP                                       | 149  | 17,91% | 2        |
| PSOE                                     | 141  | 16,95% | 1        |

| Eleccions municipals, 27 de maig de 2007 |      |        |          |
| Partit                                   | Vots | %      | Regidors |
| PRC                                      | 362  | 43,77% | 4        |
| PP                                       | 298  | 36,03% | 4        |
| PSOE                                     | 143  | 17,29% | 1        |